# Лопца
Лопца — река в Московской области России, левый приток Истры.
Протекает по территории городского округа Солнечногорск. Берёт начало у Ленинградского шоссе, в 3 км к югу от деревни Пешки. Устье реки находится в 3 км выше Истринского водохранилища.
Длина — 12 км. Почти на всём протяжении по обоим берегам окружена садовыми участками. Определённый интерес для туристов представляет только приустьевой участок реки в сухое лето.
Основные притоки — Первая Речка и Глазовка.
В каталоге рек и озёр Московской губернии Игнатия Адольфовича Здановского 1926 года река указана как Липца с длиной 11 км, сухим оврагов слева в верховье, одним левым и тремя правыми притоками.
Вдоль течения реки расположены населённые пункты Берёзки, Ростовцево, Михайловка, Васюково, Малые Снопы.